# Xylopia xylantha
Xylopia xylantha é uma espécie de magnólia. Foi descrito pela primeira vez por Robert Elias Fries. Xylopia xylantha pertence ao gênero Xylopia e à família Annonaceae.
Este tipo de planta pode ser encontrado em:
- Peru